# (8377) Elmerreese
(8377) Elmerreese est un astéroïde de la ceinture principale.

## Description
(8377) Elmerreese est un astéroïde de la ceinture principale. Il fut découvert le 23 septembre 1992 à Kitami par Kin Endate et Kazuro Watanabe. Il présente une orbite caractérisée par un demi-grand axe de 2,54 UA, une excentricité de 0,10 et une inclinaison de 9,7° par rapport à l'écliptique.

## Compléments